# Duboisia arenitensis
Duboisia arenitensis är en potatisväxtart som beskrevs av L.A. Craven, B.J. Lepschi och L.A.R. Haegi. Duboisia arenitensis ingår i släktet Duboisia och familjen potatisväxter. Inga underarter finns listade i Catalogue of Life.